# Dieudonné Horlait
Dieudonné Horlait (Halle, 6 augustus 1948) is een voormalig Belgisch volksvertegenwoordiger.

## Levensloop
Horlait studeerde in 1971 af als licentiaat in de rechten aan de Katholieke Universiteit Leuven en specialiseerde zich in fiscaal recht aan de Fiscale Hogeschool van de Vrije Universiteit Brussel en de Universiteit van Illinois in de Verenigde Staten. Hij werd vennoot in het internationale kantoor Multiconsult, alsook bij het financieel adviesbureau PricewaterhouseCoopers en het dienstverleningsbedrijf Deloitte. Sinds 1997 is hij gedelegeerd bestuurder van het bedrijfsadviesbureau Tadis. In bijberoep werd hij landbouwer.
Hij werd eveneens politiek actief voor de liberale partij PVV en haar opvolgers VLD en Open Vld. Bij de verkiezingen van december 1978 en die van november 1981 stond hij als opvolger op de PVV-lijst voor de Kamer van volksvertegenwoordigers in het arrondissement Brussel. In oktober 1984 werd Horlait lid van de Kamer van volksvertegenwoordigers in opvolging van Louis De Grève, die was aangesteld tot rechter in het Arbitragehof. Hij vervulde dit mandaat tot aan de verkiezingen van oktober 1985, waarbij hij niet herkozen raakte, en had zitting in de Kamercommissie Justitie. 
In diezelfde periode (oktober 1984-oktober 1985) had hij als gevolg van het toen bestaande dubbelmandaat ook zitting in de Vlaamse Raad. De Vlaamse Raad was vanaf 21 oktober 1980 de opvolger van de Cultuurraad voor de Nederlandse Cultuurgemeenschap, die op 7 december 1971 werd geïnstalleerd, en was de voorloper van het huidige Vlaams Parlement.  In de Vlaamse Raad had Horlait zitting in de commissies Financiën en Begroting en Leefmilieu en Waterbeleid.
Hij was van 1977 tot 1994 lid van de gemeenteraad van Pepingen en vervolgens van 2001 tot 2006 gemeenteraadslid in Halle. Ook was Horlait driemaal provincieraadslid van Vlaams-Brabant: eerst van januari 1995 tot november 2006, nogmaals van oktober 2009 tot december 2012 en ten slotte van oktober 2014 tot december 2018.
Hij was eveneens bestuurder in verschillende overheidsorganismen en secretaris-generaal van Casinos Austria (België).